# Jim Clark

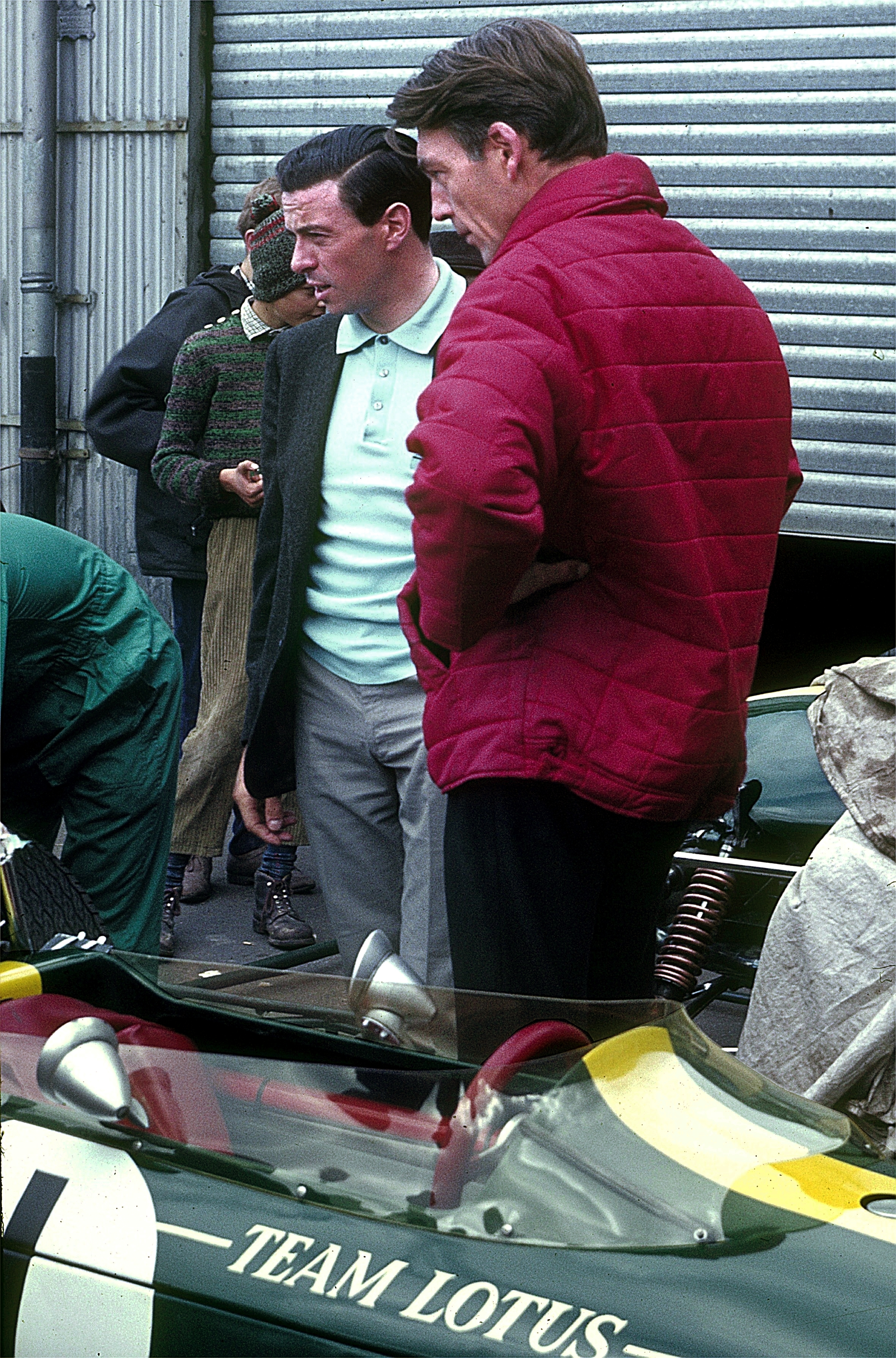
Jim Clark (de cara) el 1966 a Nürburgring.

James Clark Jr., conegut com a Jim Clark, OBE, (4 de març de 1936 - 7 d'abril de 1968), fou un pilot escocès de Fórmula 1 que va dominar la competició durant la dècada de 1960.
Va aconseguir dos títols mundials, el 1963 i el 1965. Quan va morir, el 1968 a Hockenheim, havia guanyat més Grans Premis (25) i havia aconseguit més poles (33) que qualsevol altre pilot fins llavors. També va participar en les 500 milles d'Indianàpolis cinc cops i les va guanyar en l'edició de 1965.